# Убер Арена
Убер Арена (нім. Uber Arena) — багатофункціональний стадіон у Берліні. Вміщує 14 200 глядачів під час хокейних матчів, 17 000 під час концертів, зокрема тут проходив MTV Europe Music Awards 2009.

## Історія
Арена відкрита в 2008 році.
З 2008 по 2015 роки стадіон відомий як O2, через спонсорський контракт з компанією «Telefónica Germany».
У 2015 році німецький виробник автомобілів Mercedes-Benz уклав угоду з адміністрацією арени про перейменування арени на «Мерседес-Бенц Арена» терміном на двадцять років.
З березня 2024 року арена отримала назву «Убер Арена» після довгострокової угоди з операторами майданчиків AEG Europe. Також перейменовано зал та розважальний квартал.
Арена використовується в основному для спортивних змагань, а також концертів. Домашня арена хокейного клубу «Айсберен Берлін» та баскетбольного клубу «Альба».
З 8 по 10 липня 2011 року на арені відбувся другий етап Євроліги з пляжного футболу.
8 жовтня 2011 року відбулася прем’єрна гра НХЛ сезону 2011–12, яка стала першою грою регулярного сезону НХЛ у Німеччині. «Баффало Сейбрс» перемогли «Лос-Анджелес Кінгс» з рахунком 4–2.
31 жовтня 2015 року на арені відбувся фінал League of Legends.
З 1 по 18 вересня 2022 року тут проходили матчі чемпіонату Європи з баскетболу.
З 10 по 28 січня 2024 року тут відбувались матчі чемпіонату Європи з гандболу серед чоловіків.

## Концерти
| Артист (гурт)                               | Дата                |
| ------------------------------------------- | ------------------- |
| Metallica                                   | 12 вересня 2008     |
| Тіна Тернер                                 | 26 та 27 січня 2009 |
| Scorpions                                   | 21 лютого 2009      |
| Брітні Спірс                                | 26 липня 2009       |
| Леді Гага                                   | 11 травня 2010      |
| Стінг та Королівський філармонічний оркестр | 21 вересня 2010     |
| Кайлі Міноуг                                | 1 березня 2011      |
| Боб Ділан                                   | 29 жовтня 2011      |
| Марк Нопфлер                                | 29 жовтня 2011      |
| Il Divo                                     | 27 березня 2011     |
| Мадонна                                     | 11 червня 2011      |
| Pearl Jam                                   | 4 липня 2012        |
| Лаура Паузіні                               | 15 вересня 2012     |
| The Beach Boys                              | 8 серпня 2012       |
| Леді Гага                                   | 16 вересня 2012     |
| Дженніфер Лопес                             | 1 жовтня 2012       |
| Майкл Флетлі                                | 19 грудня 2012      |
| Брітні Спірс                                | 6 серпня 2018       |
| Крістіна Агілера                            | 11 липня 2019       |
| Monsta X                                    | 13 липня 2019       |
| Альваро Солер                               | 14 вересня 2019     |
| GOT7                                        | 13 жовтня 2019      |
| Дуа Ліпа                                    | 10 травня 2022      |
| Гаррі Стайлс                                | 20 липня 2022       |
| Роджер Вотерс                               | 18 травня 2023      |
| Луї Томлінсон                               | 20 жовтня 2023      |
| Олівія Родріґо                              | 1 червня 2024       |
| Нікі Мінаж                                  | 7 червня 2024       |
| Pet Shop Boys                               | 6 липня 2024        |
| Джастін Тімберлейк                          | 30 та 31 липня 2024 |

## Галерея

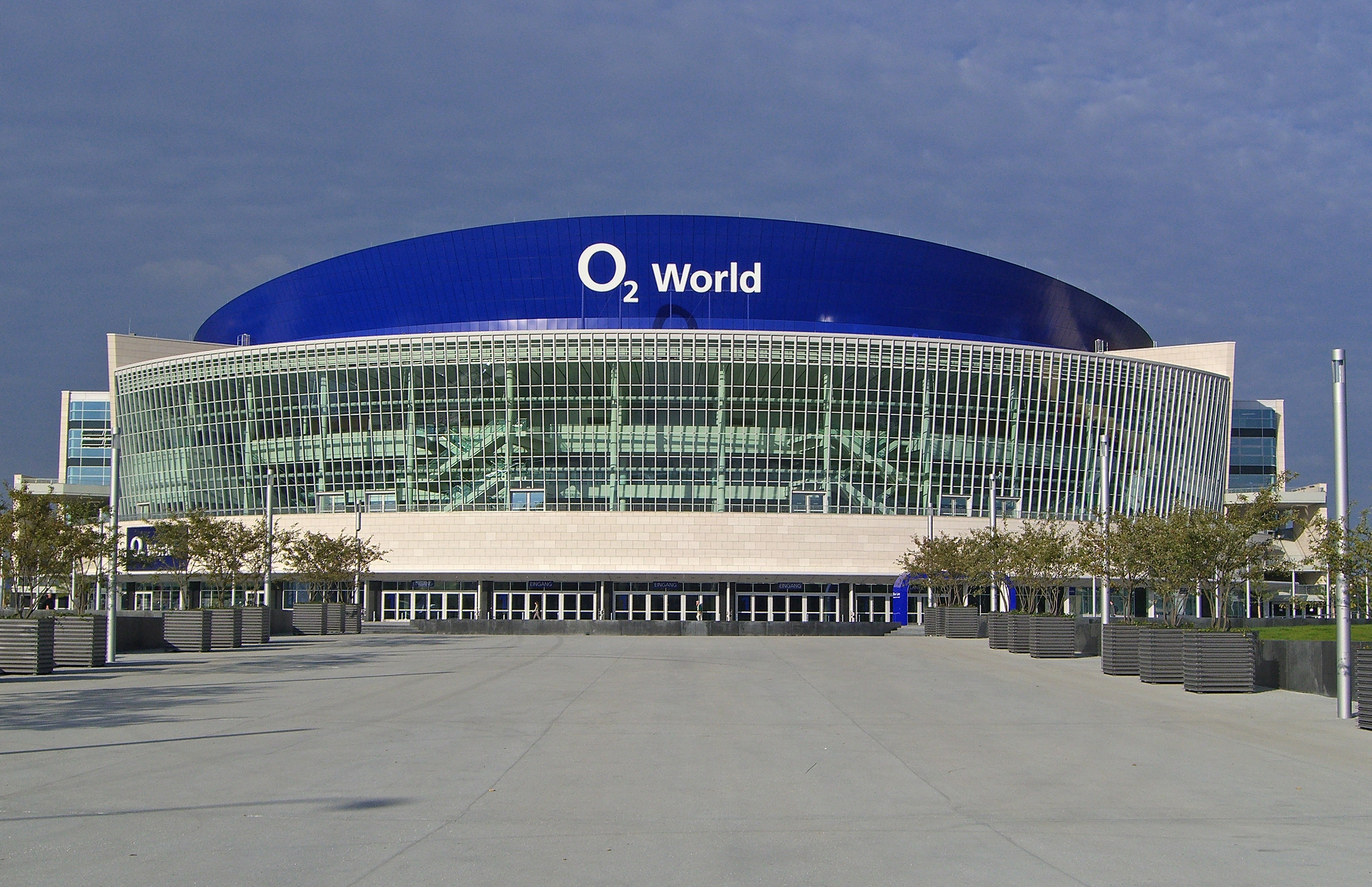
Арена O2 Берлін
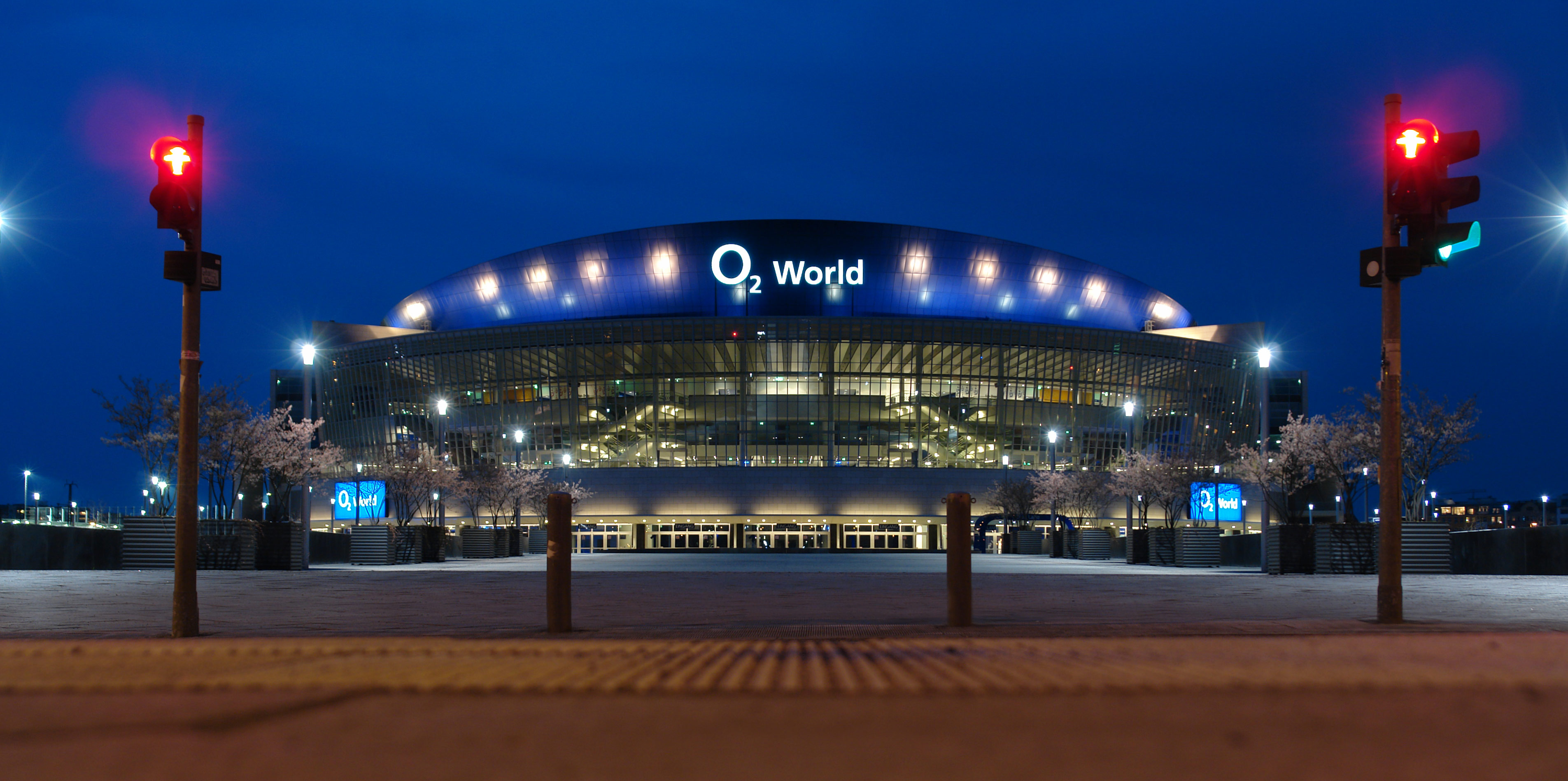
Арена вночі
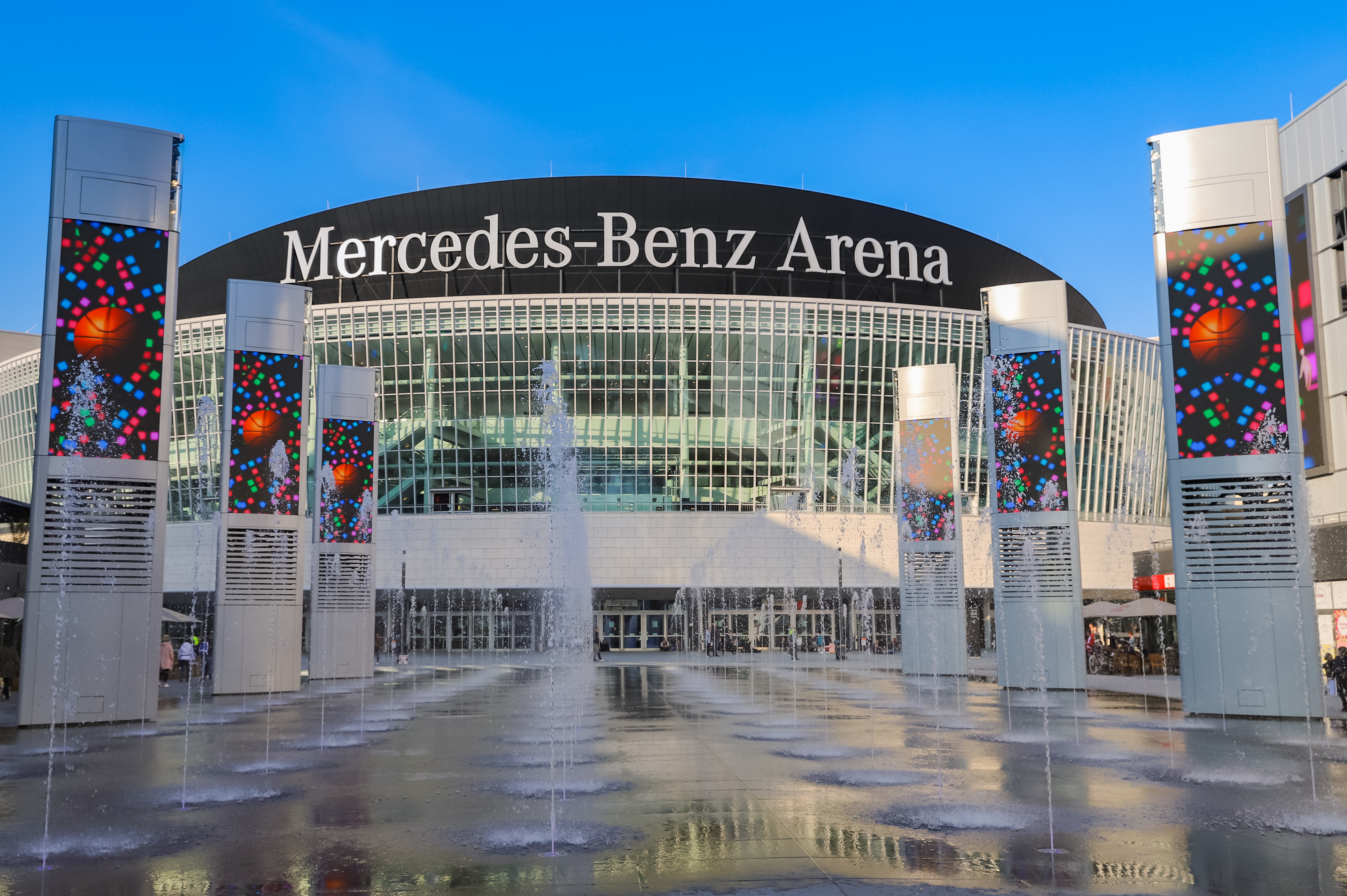
Мерседес-Бенц Арена